# Мирная (Забайкальский край)
Ми́рная — посёлок при станции в Оловяннинском районе Забайкальского края России.

## География
Находится на реке Турга, в 40 километрах к юго-востоку от районного центра, пгт. Оловянная и в 337,4 км от краевого центра г. Чита (по автодорогам на юго-восток от Читы). п.ст. Мирная расположена при железнодорожной станции на Транссибирской железной дороге. С северо-западной стороны и далее через населённый пункт проходит автомобильная дорога (А-350). Основной транспортной связью п.ст. Мирная с соседними поселениями Оловяннинского района являются существующие автодороги. По территории поселка проходит поселковая дорога, которая обеспечивает связь с внешними дорогами общей сети.
Геологическое строение площадка представлена четвертичными отложениями песками от твердого до текучих и суглинками разной консистенции с преимущественным распространением мягкопластичных. Глинистые грунты слоя сезонного промерзания — суглинки и супеси при промерзании относятся к сильнопучинистым. Нормативная глубина сезонного промерзания по результатам многолетних наблюдений в данном регионе составляет 3,60м

## История
Станция основана в 1904 году как железнодорожный разъезд № 76. С 1950-х годов разъезд преобразован в железнодорожную станцию.
В 2014 году путём выделения из состава посёлка при станции Мирная образован посёлок Радость.
Законом Забайкальского края от 06.04.2021 № 1925-ЗЗК «О преобразовании некоторых населенных пунктов Забайкальского края» посёлок Радость вошёл в состав посёлка при станции Мирная

Преобразовать следующие населенные пункты:
2) на территории сельского поселения «Мирнинское», входящего в состав муниципального района «Оловяннинский район» Забайкальского края, посёлок при станции Мирная путем присоединения к нему поселка сельского типа с предполагаемым наименованием Радость, не влекущего изменения границ сельского поселения «Мирнинское».

## Население
| 1989 | 2002  | 2010  | 2021  |
| ---- | ----- | ----- | ----- |
| 4528 | ↘1740 | ↘1367 | ↘1032 |